# Montes de Oca (Spanien)
Die Comarca Montes de Oca ist eine der zehn Comarcas in der Provinz Burgos der autonomen Gemeinschaft Kastilien und León.
Sie umfasst 26 Gemeinden auf einer Fläche von 677,18 km² mit dem Hauptort Belorado.

## Gemeinden
| Gemeinde                    | Einwohner (2024) | Fläche km² | Dichte Einw./km² | Cod INE | Postleitzahl |
| --------------------------- | ---------------- | ---------- | ---------------- | ------- | ------------ |
| Arraya de Oca               | 53               | 12,25      | 4                | 09027   | 09292        |
| Bascuñana                   | 18               | 7,76       | 2                | 09046   | 09259        |
| Belorado                    | 1.834            | 133,41     | 14               | 09048   | 09250        |
| Castildelgado               | 35               | 4,95       | 7                | 09082   | 09259        |
| Cerezo de Río Tirón         | 490              | 63,70      | 8                | 09098   | 09270        |
| Cerratón de Juarros         | 45               | 16,25      | 3                | 09100   | 09292        |
| Espinosa del Camino         | 42               | 6,93       | 6                | 09123   | 09258        |
| Fresneda de la Sierra Tirón | 97               | 61,17      | 2                | 09129   | 09267        |
| Fresneña                    | 66               | 14,01      | 5                | 09130   | 09259        |
| Fresno de Río Tirón         | 160              | 9,68       | 17               | 09132   | 09272        |
| Ibrillos                    | 29               | 5,64       | 5                | 09178   | 09259        |
| Pradoluengo                 | 1.070            | 30,54      | 35               | 09274   | 09260        |
| Rábanos                     | 79               | 40,64      | 2                | 09303   | 09268        |
| Redecilla del Camino        | 93               | 12,10      | 8                | 09307   | 09259        |
| Redecilla del Campo         | 67               | 17,20      | 4                | 09308   | 09270        |
| Santa Cruz del Valle Urbión | 103              | 33,92      | 3                | 09346   | 09268        |
| Santa María del Invierno    | 67               | 16,18      | 4                | 09351   | 09292        |
| San Vicente del Valle       | 28               | 13,42      | 2                | 09360   | 09268        |
| Tosantos                    | 53               | 5,74       | 9                | 09392   | 09258        |
| Valle de Oca                | 163              | 38,47      | 4                | 09411   | 09258        |
| Valmala                     | 26               | 16,97      | 2                | 09407   | 09268        |
| Villaescusa la Sombría      | 60               | 16,24      | 4                | 09429   | 09292        |
| Villafranca Montes de Oca   | 122              | 52,45      | 2                | 09431   | 09257        |
| Villagalijo                 | 52               | 22,07      | 2                | 09433   | 09268        |
| Villambistia                | 43               | 13,07      | 3                | 09445   | 09258        |
| Viloria de Rioja            | 37               | 6,95       | 5                | 09424   | 09259        |
| Comarca Montes de Oca       | 4.932            | 677,18     | 7                | –       | –            |

Auf dem Gebiet der Comarca befinden sich noch die folgenden zwei gemeindefreien Gebiete (Comunidads) auf einer Gesamtfläche von 5,47 km²:
| Comunidad                                         | Fläche   |
| ------------------------------------------------- | -------- |
| Comunidad de Bascuñana y Viloria de Rioja:        | 0,20 km² |
| Comunidad de San Vicente del Valle y Villagalijo: | 5,27 km² |